# Josep Lleonart i Nart
Josep Lleonart i Nart (Barcelona, 9 d'octubre de 1861 - Buenos Aires, Argentina, 18 de juliol de 1936) fou un activista cultural, conferenciant i periodista català.

## Biografia
Va néixer al carrer de la Unió de Barcelona, fill de Ramon Lleonart i Andreu, natural de Barcelona, i de Concepció Nart i Català, natural de Cabrera de Mar.
Va exercir de mestre a Barcelona i després de comerciant, abans d'emigrar l'any 1906 a l'Argentina per a establir-se a Buenos Aires. A aquella ciutat fundà el 1908 el Casal Català, que el 1940 es fusionaria amb el Centre Català de Buenos Aires per constituir l'actual Casal de Catalunya de Buenos Aires. Va mantenir contactes amb la Unió Catalanista, col·laborà a la revista Ressorgiment i el 1919 formà part del Comitè d'Acció Catalana de Sud-amèrica, amb Hipòlit Nadal i Mallol. També donà suport les activitats de Francesc Macià a Amèrica. Fou, a més, un dels fundadors de l'Associació Wagneriana de l'Argentina.